# سمبات بادالیان
سمبات آقالویی بادالیان (ارمنی: Սմբատ Աղալոյի Բադալյան؛  زادهٔ ۱۱ دسامبر ۱۹۰۷ - درگذشته ۲۱ ژانویهٔ ۱۹۸۶) یک اقتصاددان و استاد اهل ارمنستان بود.

## زندگی‌نامه
در ۱۱ دسامبر ۱۹۰۷ در روستای برناکوت به دنیا آمد و از دانشگاه دولتی علوم پرورشی خاچاطور آبوویان ارمنستان (۱۹۳۴) فارغ‌التحصیل شد. وی در دانشگاه دولتی ایروان فعالیت می‌کرد.  وی همچنین برنده دانشمند شایسته ارمنستان شوروی شده است. وی در ۲۱ ژانویهٔ ۱۹۸۶ در سن ۷۸ سالگی در ایروان درگذشت.

## یادداشت
1. ↑  տնտեսագիտության դոկտոր